# Президент Еритреї

Президентський штандарт

Президент Еритреї (тигр. ፕሬዝዳንትሃገረ ኤርትራ) — глава держави й уряду Еритреї. Посада вперше з'явилась за конституцією 1993 року й за задумом мала бути церемоніальною.

## За конституцією
Статті 39-45 ухваленої 1997 року конституції стосуються до інституту президента. Відповідно до них президент обирається з членів Національної асамблеї більшістю її голосів терміном на п'ять років (терміни повноважень президента і парламенту збігаються). Одна й та сама особа не може обіймати пост більш як двічі.
Президент є главою виконавчої влади, за згодою Національної асамблеї призначає міністрів, суддів верховного суду й інших посадових осіб, здійснює дипломатичне представництво.
При цьому конституція 1997 року не набула чинності. З 1993 року беззмінним президентом країни є Ісайяс Афеверкі.

## Список президентів Еритреї
| Порядок | Ім'я            | Ім'я | Початок терміну | Закінчення терміну | Партія       |
| ------- | --------------- | ---- | --------------- | ------------------ | ------------ |
| 1       | Ісайяс Афеверкі |      | 24 травня 1993  |                    | Безпартійний |